# Dennis Mitcheltree
Dennis Mitcheltree (* 25. September 1964 in Milwaukee, Wisconsin) ist ein US-amerikanischer Jazzmusiker (Tenorsaxophon, Komposition) und Filmkomponist.

## Leben und Wirken
Mitcheltree ist in Milwaukee geboren und aufgewachsen. Mit zwölf Jahren erhielt er Unterricht auf der Oboe; für die Jazzband der Highschool erlernte er das Baritonsaxophon. Durch das Album Kind of Blue begann er sich für John Coltrane zu interessieren. Er lehnte ein Stipendium für das Jazz-Programm des Wisconsin Conservatory of Music ab und zog an die Ostküste, um bis zum Abschluss 1987 am Berklee School of Music in Boston zu studieren. Dort hatte er Unterricht bei Joe Lovano, George Garzone, Joe Viola, Bill Pierce und Ralph LaLama; daneben trat er in der Clubszene  der Stadt auf. Im folgenden Jahrzehnt arbeitete er in der New Yorker Jazzszene; 1995 entstand das Trioalbum Brooklyn, mit dem Schlagzeuger Bill McClellan und dem Bassisten Jesse Crawford. Das Album, das laut All About Jazz „modernen Mainstream Jazz und kreativ improvisierten Jazz vereint“, erfuhr lobende Erwähnung in der Jazzkritik.
1998 folgte das Album Transformation;  Michael G. Nastos verlieh dem Album in Allmusic vier Sterne und schrieb, Mitcheltree hebe sich mit seinem vollen robusten, gebildeten, melodischen Sound hervor, der leicht an Coltrane, Sonny Rollins, Joe Henderson und Yusef Lateef erinnert. 2000 entstand in erweiterter Besetzung das Album Union, zu dem der Pianist Johannes Wallmann hinzukam. 2007 zog er nach Los Angeles und widmete sich vorrangig der Erziehung seiner Kinder. Daneben spielte er mit Musikern wie Bill Holman, Ron Jones, Pete Christlieb, Doug Webb, Carl Saunders, Scott Whitfield, Joe LaBarbera, John Clayton und Bruce Forman. 2015 wirkte er bei Wallmanns Album Love Wins (Fresh Sound) mit. Im Bereich des Jazz war er laut Tom Lord zwischen 1995 und 2015 an acht Aufnahmesessions beteiligt, u. a. auch mit Karen Novy, Mark Peterson und der Art Lillard's Heavenly Big Band. 2021 legte er das noch kurz vor der COVID-19-Pandemie in den Vereinigten Staaten entstandene Album Nevermind the Circus vor.
Mitcheltree unterrichtet privaten Jazz-Improvisationsunterricht und leitet Jazz Clinics an Colleges und Jazzorganisationen. Er war Diskussionsteilnehmer des Pennsylvania Council im Arts Jazz Fellowship-Programm und des Brooklyn Arts Council Regrant Program. Er war zweimal Träger des Eubie Blake Award, Gewinner des Meet The Composer-Preises, des New York State Council on the Arts und des NYC Dept of Cultural Affairs Stipendiat und Finalist des Evansville International Jazz Saxophone Competition.

## Diskographische Hinweise
- Transformation (Altenburgh Records, 1998), mit Brian Sharron, Jeff Hamann und Andy Algire, bzw. Johannes Wallmann, Jesse Crawford, Bill McClellan
- Tenor of the Times (2003), mit Jesse Crawford, Bill McClellan
- Nevermind the Circus (2021), mit Jesse Crawford, Bill McClellan